# Денніс Іґан
Денніс Іґан (англ. Dennis Eagan, 13 серпня 1926 — 1 липня 2012) — британський хокеїст на траві.
Бронзовий призер Олімпійських Ігор 1952 року.